# 24084 Тересасвігер
24084 Тересасвігер (24084 Teresaswiger) — астероїд головного поясу, відкритий 10 жовтня 1999 року.
Тіссеранів параметр щодо Юпітера — 3,638.